# Kaja Larsenová

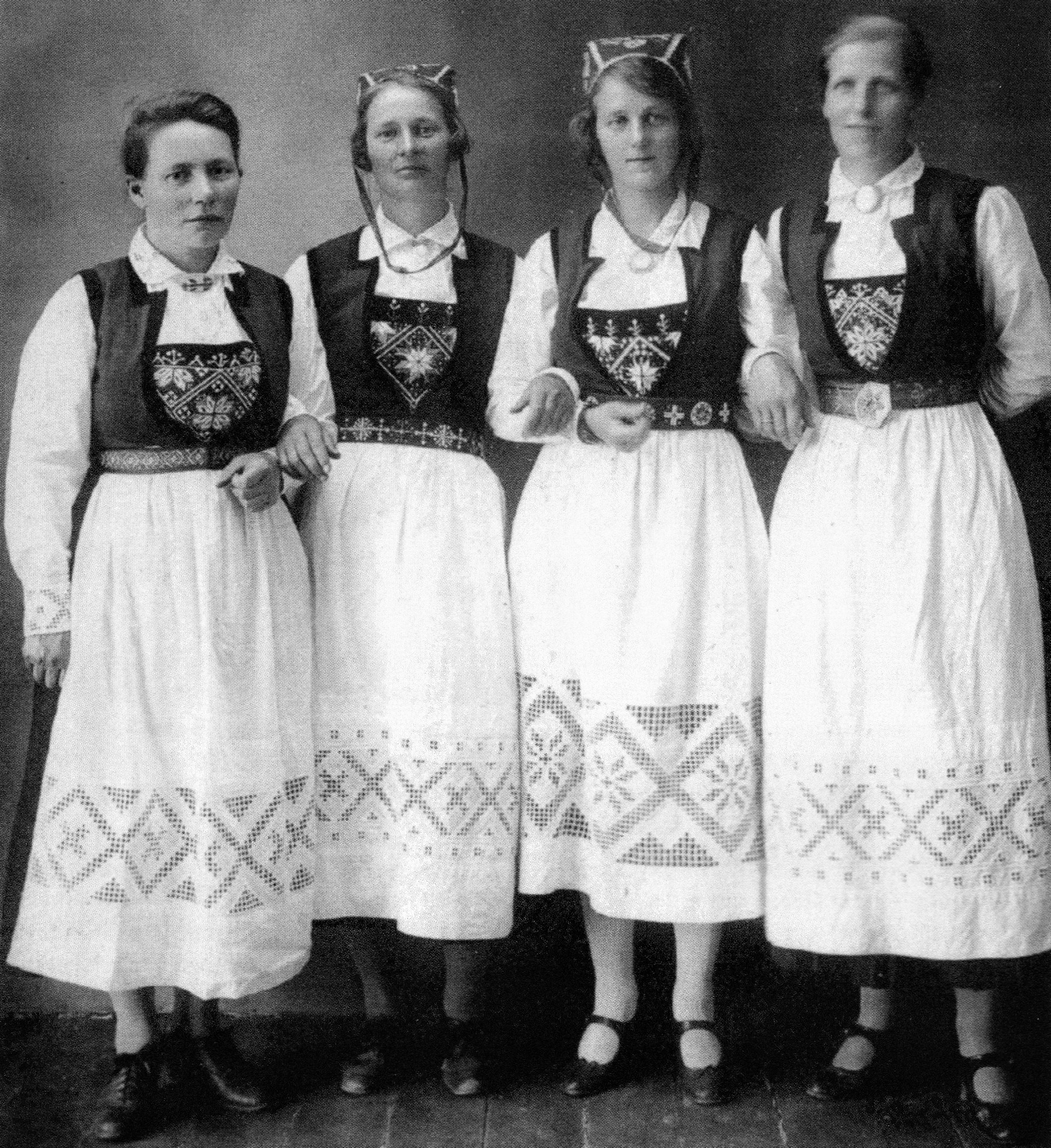
Kaja Larsenová stojí první zleva

Kaja Larsenová (nepřechýleně Kaja Larsen; 20. července 1888 Nipen – 6. července 1963 Narviku) byla norská fotografka žijící v Evenskjeru a Narviku v severním Norsku.

## Životopis
Byla dcerou Larse Johana Henriksena (* 1848 Nipen v Trondenes) a Magrety Bergitty Johnsdatterové (1848 Vassdal – 1914 Nipen).  Od roku 1916 byla členkou Spolku fotografů a v roce 1921 získala řemeslnické stipendium.  Fotografovala převážně portréty, ale i reportážní fotografie.  Kaja Larsenová byla původem z etnické skupiny Sámů a fotografovala mnoho obyvatel Sámského původu a také své vlastní příbuzné. 